# Hydrotaea meteorica
Hydrotaea meteorica är en tvåvingeart som först beskrevs av Carl von Linné 1758.  Hydrotaea meteorica ingår i släktet Hydrotaea och familjen husflugor. Arten är reproducerande i Sverige. Inga underarter finns listade i Catalogue of Life.